# Bill Evans
William John Evans, detto Bill (Plainfield, 16 agosto 1929 – New York, 15 settembre 1980), è stato un pianista e compositore statunitense.
Ha suonato molto spesso nel suo trio. Viene considerato uno dei maggiori esponenti di musica jazz dopo la seconda guerra mondiale.
Fece parte del sestetto di Miles Davis con il quale nel 1959 registrò l'album Kind of Blue. Molte delle sue composizioni, come Waltz for Debby, sono divenute degli standard e sono state registrate da molti altri artisti. Evans ricevette ben trentuno nomination ai Grammy Awards vincendone sette, e la sua popolarità lo portò a esser incluso nella Jazz Hall of Fame.

## Biografia

### L'infanzia
Bill Evans nacque a Plainfield, in New Jersey, da Harry Evans e Mary Soroka. Suo padre era del Galles, e gestiva un campo da golf; sua madre era di origine ucraino-carpazia, proveniente da una famiglia che possedeva miniere di carbone. Il matrimonio fu molto tormentato, soprattutto a causa del padre Harry, alcolizzato e maniaco del gioco d'azzardo e di altri abusi. Inoltre ebbe un fratello, Harry (Harold), più grande di due anni, al quale fu molto legato.
A causa dei comportamenti del marito, Mary Soroka lasciò molto presto l'abitazione per trasferirsi con i suoi figli nella vicina Somerville. Qui rimase con sua sorella Justine e la famiglia Epps. Il fratello Harry cominciò a suonare il pianoforte tra i cinque e i sette anni. Bill, ancora piccolo, strimpellava ciò che il fratello suonava. Divenuto più grande, poté avvicinarsi allo studio del pianoforte.
A Dunellen, i fratelli Evans studiarono lo strumento con Helen Leland. Evans la ricordava per il fatto che non insistette nel dare un approccio col pianoforte troppo tecnico, ad esempio con le scale e gli arpeggi. Imparò presto a leggere velocemente gli spartiti, ma l'insegnante considerò sempre migliore suo fratello come pianista. A sette anni, Bill iniziò a studiare il violino, il flauto e l'ottavino, ma successivamente li abbandonò in favore del pianoforte; è probabile che lo studio di detti strumenti abbia esercitato una forte influenza sul suo stile.
(Intervista a Bill Evans, 1965)
Durante l'infanzia, Bill studiò musica classica: Bach, Mozart, Beethoven, Schubert e Ravel erano i suoi autori preferiti. Tra le sue influenze, egli cita Petrushka di Stravinsky, il pianismo di Claude Debussy e la Suite provençale di Darius Milhaud, il cui particolare linguaggio armonico gli "aprì la mente verso altri orizzonti". Sempre nello stesso periodo, iniziò ad avvicinarsi al jazz quando sentì in radio l'orchestra di Tommy Dorsey e di Harry James.
All'età di dodici anni, Bill prese il posto di un pianista malato ed entrò a far parte della band di Buddy Valentino, dove il fratello Harry già suonava la tromba. Durante questo periodo, Evans smise di comporre e si diede all'improvvisazione (si ricordi Tuxedo Junction). Tra le influenze jazzistiche vi sono Nat Cole, che apprezzava particolarmente, Earl Hines, Coleman Hawkins, Bud Powell, George Shearing, Stan Getz e Miles Davis.
Successivamente, iniziò a suonare occasionalmente a balli e matrimoni guadagnando un dollaro a ora. Come conseguenza ebbe scarsi risultati a scuola. Inoltre formò un trio con due amici del posto. Durante i numerosi concerti che teneva, incontrò Don Elliott, con il quale avrebbe registrato più tardi. Un'importante conoscenza in quel periodo che segnò la sua carriera fu quella del bassista George Platt, che lo introdusse alle regole dell'armonia.

### L'Università

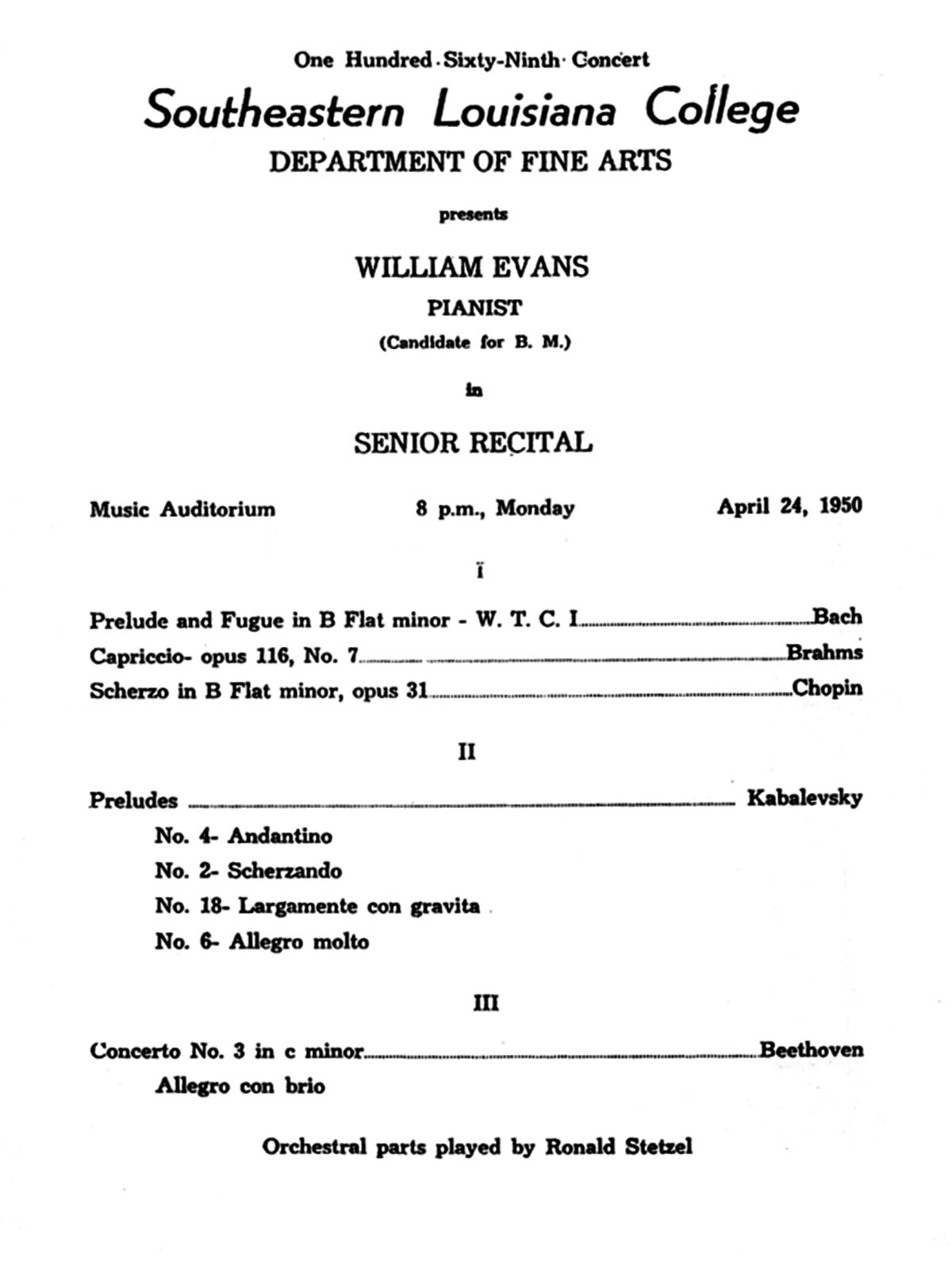
Programma del concerto per la laurea di Bill Evans, 24 aprile 1950.

Terminati gli studi, Bill si iscrisse nel 1946 alla Southeastern Louisiana University e vinse una borsa di studio. Studiò musica classica con Louis P. Kohnop, John Venettozzi e Ronald Stetzel. e composizione con Gretchen Magee, che ne influenzò molto lo stile compositivo.
Durante il terzo anno nel college, Evans compose un brano che in seguito diventerà uno standard, Very Early. Fu uno tra i membri fondatori della SLU's Delta Omega Chapter della Phi Mu Alpha Sinfonia, giocò come quarterback per la squadra di football, e fece parte della banda del college. Nel 1950 eseguì il Concerto per pianoforte n. 3 di Beethoven per il saggio finale, conseguendo il Bachelor of Music in pianoforte e in educazione musicale.

### La carriera
Durante la permanenza nell'università conobbe il chitarrista Mundell Lowe, con cui formò successivamente un trio con il contrabbassista Red Mitchell, e cominciarono a New York. Il debutto non fu dei migliori, e non ricavando fondi dalla vendita di biglietti, decisero di spostarsi a Calumet City, nell'Illinois Nel luglio 1950, Evans entrò a far parte della band di Herbie Fields, a Chicago. Nell'estate dello stesso anno, il gruppo avviò un tour di tre mesi con la cantante Billie Holiday, esibendosi su palcoscenici di rilievo, quali l'Apollo Theater ad Harlem, e in città come Filadelfia, Baltimora e Washington. Componenti del gruppo erano Jimmy Nottingham, Frank Rosolino e Jim Aton. Dopo essere tornato a Chicago, Bill e Aton continuarono a collaborare spesso in duo in vari club, a volte con la partecipazione di Lurlean Hunter.

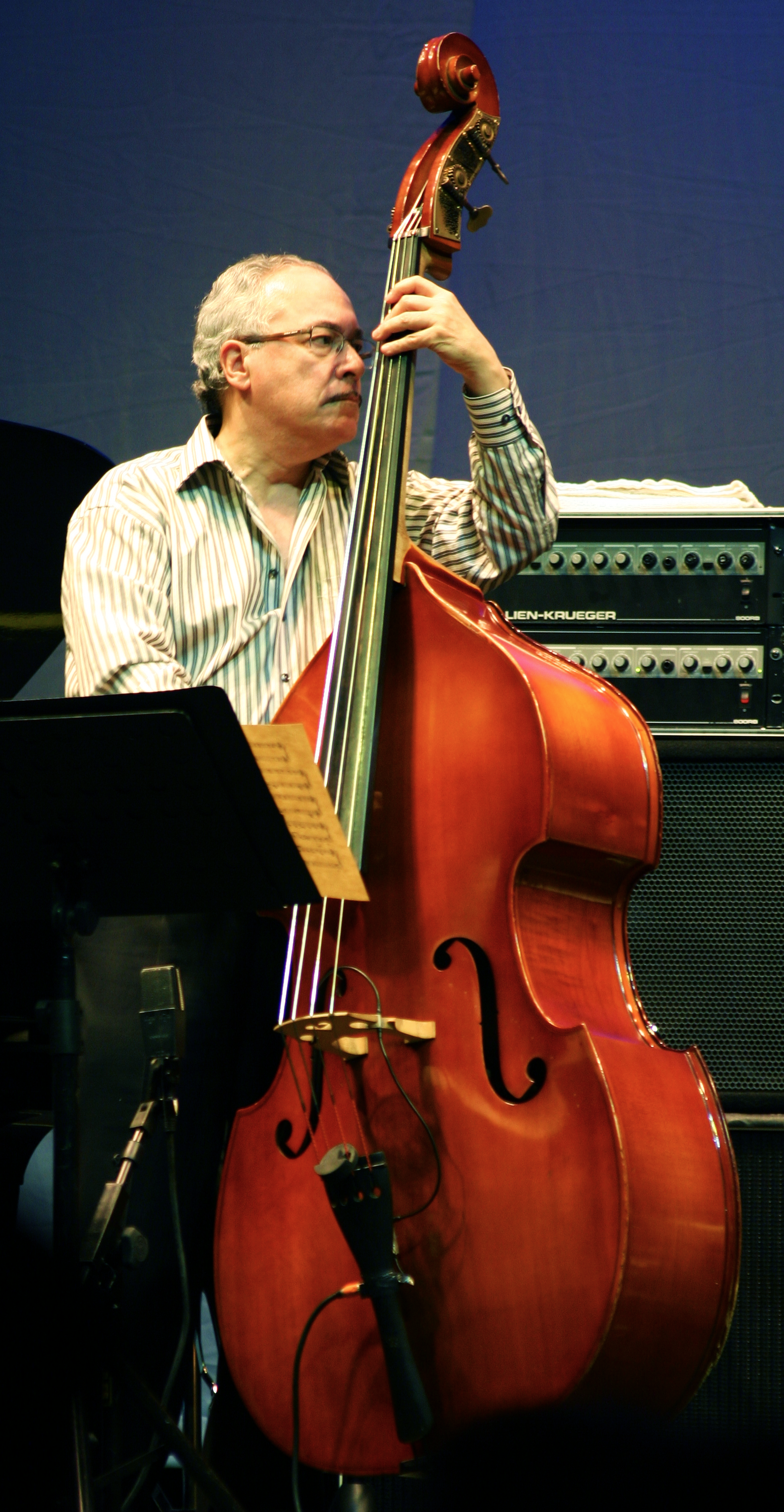
Eddie Gomez

Dopo aver partecipato alla registrazione dello storico album Kind of Blue, Evans uscì dal gruppo di Miles Davis e iniziò la propria carriera con i musicisti Scott LaFaro e Paul Motian, a capo di un nuovo trio, tra i più noti nella storia del jazz. Nel 1961, dieci giorni dopo aver registrato Sunday at the Village Vanguard e Waltz for Debby, LaFaro morì in un incidente stradale. La morte del contrabbassista pesò molto a livello psicologico ed Evans entrò gradualmente nel giro della droga per tentare di alleviare le proprie sofferenze. Isolatosi per circa sei mesi, rientrò sulla scena con Chuck Israels, in sostituzione di LaFaro.
Nel 1963, registrò l'album Conversations with Myself, in cui utilizzò per la prima volta l'overdubbing, ovvero la sovrapposizione di più tracce registrate in momenti diversi. Nel 1966, incontrò il bassista Eddie Gomez, con il quale avrebbe lavorato per undici anni. Molti degli album registrati ebbero grande successo; tra di essi Bill Evans at the Montreux Jazz Festival, Alone e The Bill Evans Album.
Evans era di carattere molto fragile, e negli anni a venire aumentò le sue dosi di droga nell'illusione di riuscire a superare i momenti difficili. La sua fidanzata Ellaine Schultz, nel 1973, e suo fratello Harry, nel 1979, si suicidarono; ciò lo portò dapprima a usare eroina e negli ultimi mesi di vita anche cocaina. Il consumo di stupefacenti ebbe conseguenze sulla sua stabilità finanziaria, sui rapporti e sulla creatività musicale, fino a portarlo alla morte nel 1980.
La versione 4.8 della piattaforma software WordPress pubblicata l'8 giugno 2017 è dedicata a Bill Evans.